# St. James's Palace
St. James's Palace er et af Storbritanniens ældste paladser. Det ligger på The Mall i London lige nord for St. James's Park. 
St. James's Palace er den britiske monarks officielle residens i London. Det har det været siden 1698, da Whitehall Palace blev ødelagt af en brand. Selv om dronning Victoria flyttede til det udvidede Buckingham Palace i 1837, er St. James's fortsat den britiske monarkens officielle residens. Det britiske hof kaldes fortsat Court of St. James's.
Paladset er ikke åbent for publikum, da det fortsat benyttes som kontorlokaler for det kongelige hof og er et kongeligt kapel, samt som London-residens for nogle af kongefamiliens medlemmer som Anne, Princess Royal og prinsesse Alexandra af Kent samt døtrene af prins Andrew, hertug af York.
York House, en fløj i St. James's Palace, blev tidligere brugt af Charles, prins af Wales. Hans sønner, Wiliam og Harry, havde også lejligheder i paladset. I 2003 flyttede prins Charles af Wales til Clarence House, der tidligere havde været residens for Dronningemoderen.